# Джудо
Джудо (на японски: 柔道) е бойно изкуство и спорт, създадено в Япония през 1882 година от Кано Джигоро. Характерен за него е състезателния елемент, където целта е съперникът да бъде хвърлен или повален на земята, да бъде обездвижен или принуден да се предаде. Ударите с ръце, крака или оръжия също са част от джудо, но само от предварително уредените форми (ката), като се изключват от състезанията и свободната практика (рандори).
Джудо възниква на основата на бойното изкуство джуджуцу, едно от традиционните военни изкуства на Япония. Кано Джигоро, създателят на джудо, се обучава в школи по джу-джицу („изкуство на гъвкавостта“) в продължение на много години, след което създава своя система, която нарича джу-до („път на гъвкавостта“).
Джудо е едно от първите съвременни (гендай будо) бойни изкуства и неговата философия и методи на обучение се превръщат в модел за по-късните бойни изкуства, развили се от традиционните форми (корю). Широкото разпространение на джудото в целия свят довежда и до появата на базирани на него нови форми, като самбо и бразилско джиу джицу.

## Възникване и философия
Ранната история на джудо е тясно свързана с живота на неговия създател, японския универсалист и педагог Кано Джигоро (1860 – 1938). Той е роден в заможно семейство и получава добро образование, като от седемгодишна възраст изучава английски, калиграфия и различни конфуциански текстове. Четиринадесетгодишен, той е записан в английско основно училище в Токио. Ширещото се насилие между учениците подтиква Кано да потърси доджо, в което да се обучава на някое бойно изкуство.
Първоначално опитите му да намери учител по джуджицо, който да го обучава, нямат голям успех, тъй като в годините на Реставрацията Мейджи традиционните бойни изкуства са изгубили популярност в модернизираща се Япония. Много от някогашните учители са принудени да прекратят работата си или са разочаровани и са се отказали. Накаи Уменари, познат на бащата на Кано и бивш войник, се съгласява да му покаже ката, но не и да го обучава пълноценно. Катагири Рюджи, служител на семейството, познава джуджицу, но отказва да обучава Кано, тъй като смята, че изкуството вече няма практическо приложение. Отказва и Имаи Генширо от джуджицу школата кюшинрю.
Кано успява да намери учител едва през 1877 година. По това време той учи в токийското училище Кайсей, малко по-късно присъединено към новосъздадения Токийски университет. Кано научава, че много бивши джуджицу учители са принудени да си намерят нова работа, често занимавайки се с традиционна остеопатия. Разпитвайки неколцина остеопати, той стига до Фукуда Хачиносуке (1828 – 1879), учител от школата тенджин шиньорю, който поддържа малко доджо с петима ученици. Смята се, че Фукуда набляга на техниката, за сметка на формализираните упражнения, поставяйки основата на фокусирането върху свободната практика рандори в създаденото от Кано джудо.
При смъртта на Фукуда през август 1879 година Кано е обявен за негов символичен наследник и получава деншо на неговото доджо. Въпреки това той решава да продължи обучението си при друг учител от школата тенджин шиньорю, Исо Масатомо (1820 – 1881). Исо набляга на практикуването на ката и оставя обучението в рандори на свои помощници, като все по-често тази дейност се поема от Кано. Исо умира през юни 1881 година и Кано се премества в доджото на Иикубо Цунетоши (1835 – 1889) от школата киторю, който подобно на Фукуда акцентира върху рандори, а школата киторю по начало се фокусира върху техниките за хвърляне.
През февруари 1882 година Кано Джигоро основава свое собствено доджо в будисткия храм Еишоджи в Токио. Иикубо Цунетоши посещава новата школа три дни в седмицата, за да помага на Кано в обучението. Макар че изминават две години преди школата да получи името Кодокан и по това време Кано още не е получил майсторското си свидетелство от школата киторю, 1882 година се смята за годината на основаване на Кодокан, бъдещото световно средище на джудо.
Основни за Кано Джигоро при създаването на джудо са принципите сейрьоку дзеньо (精力善用, „максимална ефективност, минимално усилие“) и джита кьоей (自他共栄, „взаимно благополучие и полза“). Той илюстрира приложението на сейрьоку дзеньо с концепцията за джу йоку го о сейсу (柔よく剛を制す, „мекотата контролира твърдостта“):
Накратко, да се съпротивляваш на по-силен противник ще доведе до твоето поражение, а приспособяването и избягването на нападението на твоя противник ще го накара да изгуби своето равновесие, силата му ще бъде намалена и ти ще го победиш. Това може да се прилага независимо от относителния размер на силата, правейки възможно по-слаби противници да победят значително по-силни. Това е теорията за джу йоко го о сейсу.
Кано осъзнава, че сейрьоку дзеньо, възникнала като практическа концепция в джуджицу, има и по-широко философско приложение. Това по-широко разбиране на този принцип, заедно с повлияния от конфуцианството принцип джита кьоей, оформя обособяването на джудо от джуджицу. Кано отхвърля техниките, които не съответстват на тези два принципа и набляга на важността на ефективността при изпълнението на всички техники. Той е убеден, че практикуването на джуджицу, подчинено на тези идеи, е път за самоусъвършенстване и за подобряване на обществото като цяло. В същото време той ясно осъзнава противоречивото отношение на обществеността към джуджицу:
По това време все още имаше малко специалисти по буджицу и буджицу беше почти изоставено от нацията като цяло. Дори и да исках да преподавам джуджицу, повечето хора вече бяха спрели да мислят за това. Затова реших, че е по-добре да преподавам под различно име, най-вече защото моите цели бяха много по-широки от джуджицу.
Кано смята, че понятието джуджицу е недостатъчно, за да опише новото изкуство – „джицу“ означава „изкуство“ или „средство“ и се свързва с метод, състоящ се от набор от физически техники. Той променя името на „джудо“, където „до“ означава „път“ (подобно на китайската концепция за дао) и предполага по-широк философски контекст от „джицу“.

## Техника
Техниките са 66 на брой, като се делят на:
„техники с ръце“
„техники с хълбок“
„техники с крака“
„самопожертвователни техники назад“
„самопожертвователни техники встрани“
„техники на задържане“
„техники на пристягане“
„болезнени техники на ставите“

## Практика
Джудо се практикува в над 200 страни по Света. То остава известно „бойно изкуство“ и спорт, а в Япония традиционно бойно изкуство. Възрастта от която едно дете може да започне е 3 – 4 години. Методите са различни навсякъде, но приципите остават спазени от всички.

### Рангове
| Бял     |
| Жълт    |
| Оранжев |
| Зелен   |
| Син     |
| Кафяв   |
| Черен   |

Джудистите се делят на рангове в зависимост от своите познания и умения, като всеки ранг е отразен с даден цвят на пояса. Ранговете се разделят на два вида – за ученици (кю, 級 – 1935 г.) и за напреднали (дан, 段).
Цветове и имена на дановете, в низходящ ред:
- Широк бял (12-и дан)
- Червен (10-и дан)
- Червен (9-и дан)
- Червено-бял (8-и дан)
- Червено-бял (7-и дан)
- Червено-бял (6-и дан)
- Черен (5-и дан) Годан
- Черен (4-ти дан) Йондан
- Черен (3-ти дан) Сандан
- Черен (2-ри дан) Нидан
- Черен (1-ви дан) Шодан

Цветове и имена на кю, в низходящ ред:
- Кафяв (1-во кю) Ичикю
- Син (2-ро кю) Никю
- Зелен (3-то кю) Санкю
- Оранжев (4-то кю) Шикю
- Жълт (5-о кю) Гокю
- Бял (6-о кю) Рокукю